# Топольник, Станко
Станко Топольник (2 декабря 1947, Словенска-Бистрица — 14 апреля 2013, Kovača vas, Словенска Бистрица) — югославский дзюдоист, чемпион и призёр первенств Югославии и Словении среди юниоров,12-кратный чемпион и многократный призёр чемпионатов Югославии и Словении, победитель и призёр международных турниров, бронзовый призёр чемпионата Европы 1969 года в Остенде, участник летних Олимпийских игр 1972 года в Мюнхене. Выступал в лёгкой весовой категории (до 63 кг).
На Олимпиаде Топольник в первой схватке победил австрийца Эриха Пойнтера, но проиграл поляку Мариану Талаю и выбыл из борьбы за медали, заняв итоговое 13-е место.